# Seon
För andra betydelser, se Seon (olika betydelser).
Seon (schweizertyska: Seen) är en ort och kommun i distriktet Lenzburg i kantonen Aargau, Schweiz. Kommunen har 5 571 invånare (2023).